# Habitatge al carrer Pau Casals, 18 (Llagostera)
L'habitatge del número 18 del carrer Pau Casals de Llagostera és una casa urbana entre mitgeres que forma part de l'Inventari del Patrimoni Arquitectònic de Catalunya. Parets portants i dues plantes. Cal destacar de la façana el guardapols de les obertures amb elements ornamentals d'estil romàntic isabelí. La balconada té una barana de ferro colat. Una cornisa volada i una balustrada rematen el conjunt. Es tracta d'un edifici lligat a l'expansió urbana produïda durant el segle xix per l'impuls econòmic causat pel desenvolupament de la indústria del suro. És al costat de l'habitatge al carrer Pau Casals, 16, també inclòs en l'inventari.